# Perle des cavernes

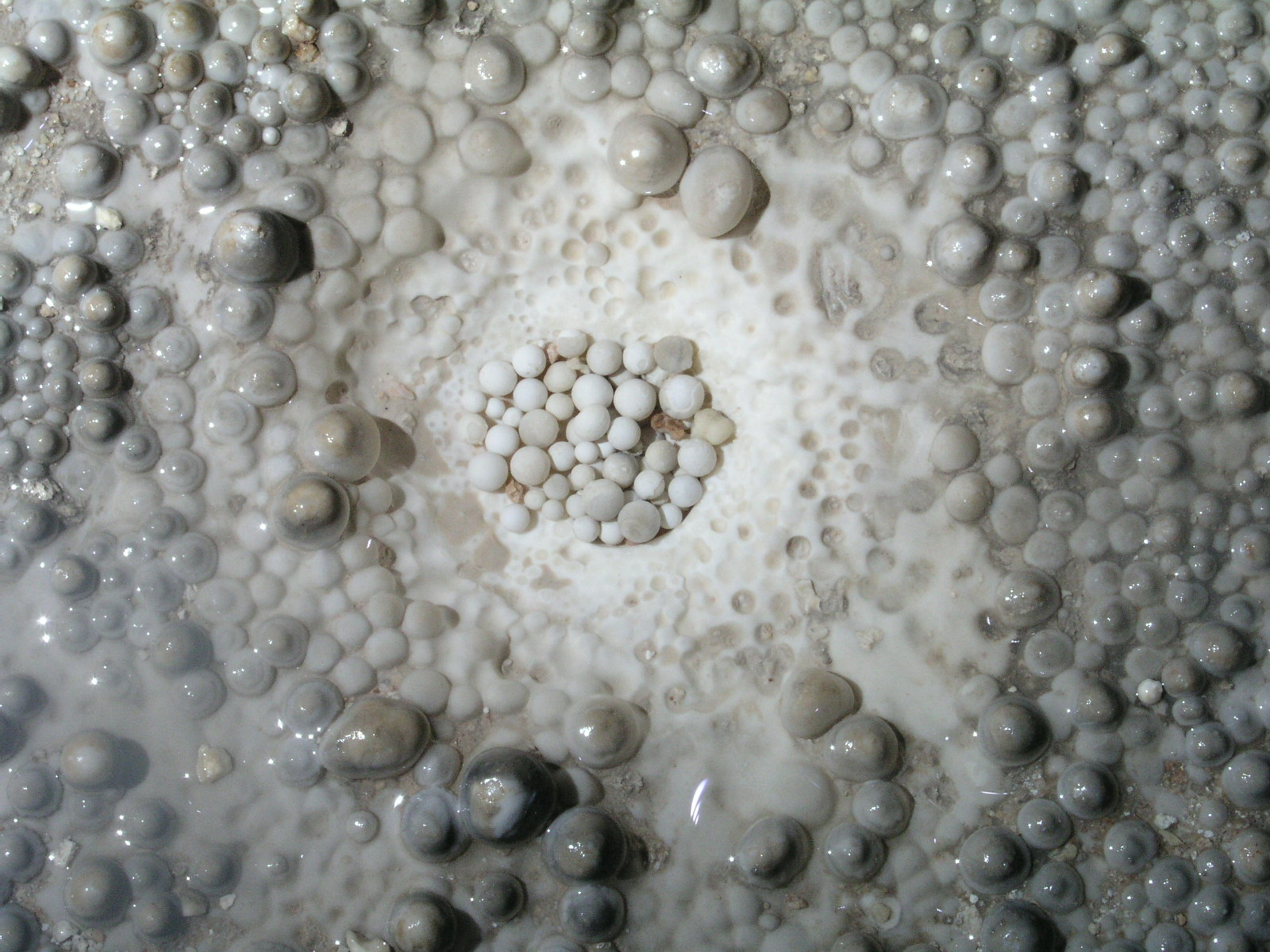
Perles des cavernes.

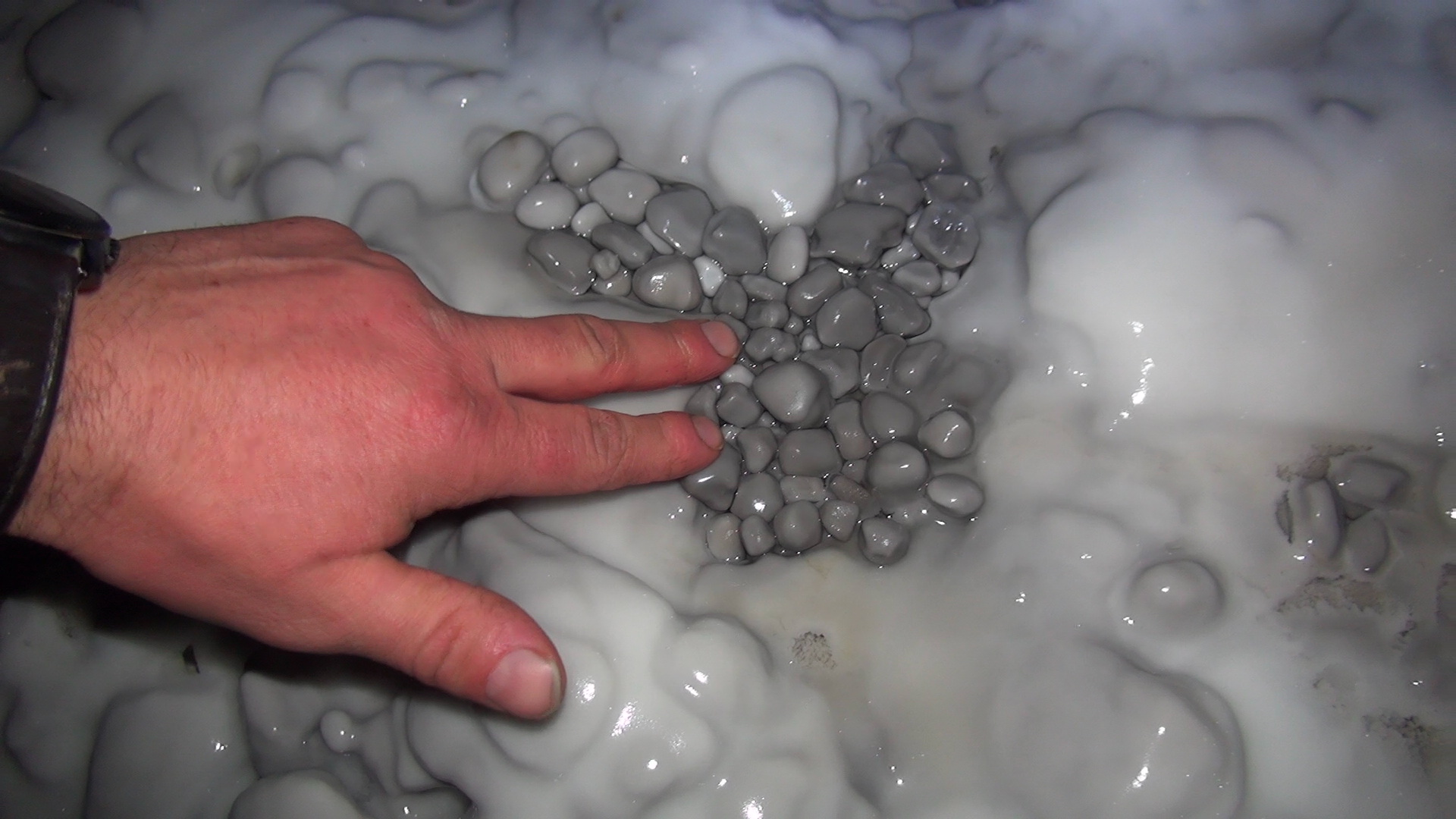
Perles de cavernes grises dans un nid

Une perle des cavernes ou pisolithe désigne une sphérule, forme de spéléothème que l'on peut trouver à l'intérieur des milieux souterraines (grottes, mines, carrières souterraines, etc.). Elles se forment par la concrétion de sels calciques qui s'agencent en couches concentriques autour d'une particule nucléatrice (par exemple, un grain de sable) dans des zones où l'eau ruisselle vigoureusement. Les tailles, couleurs et formes de perles sont variables.

## Formation

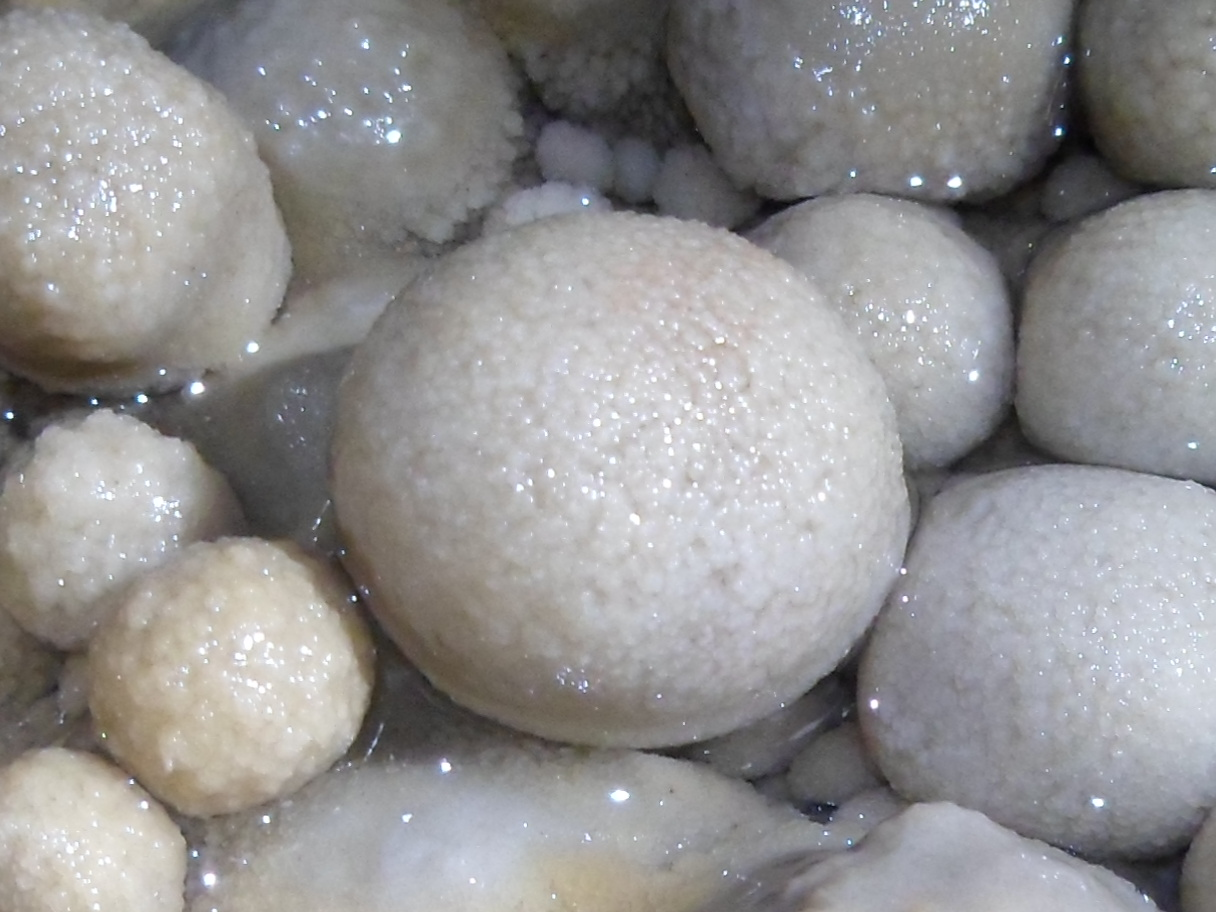
Gros plan d'une perle des cavernes

Les eaux, libres ou phréatiques, contiennent très souvent en solution des ions calcium Ca2+ et bicarbonates HCO3−. Si un changement des conditions modifie l'équilibre des carbonates (2 HCO3− + Ca2+  {\displaystyle \rightleftharpoons }  CaCO3 + CO2 + H2O), il peut amener à la précipitation de carbonates de calcium. Il donne alors lieu à des concrétionnements, croûtes et autres sphérules carbonatées. Ces dernières sont fréquentes dans les niveaux de travertin qu'ils soient aériens ou souterrains, à la surface de sols péri-désertiques dans des régions qui ont quand même une saison humide.
Les fontaines pétrifiantes, aériennes ou souterraines, déposent souvent des concrétions mamelonnées là où coulent ces eaux chargées de Ca2+ et d’HCO3−. Dans certains contextes agités, cela forme des sphérules, appelées perles de cavernes quand on les trouve dans des grottes.

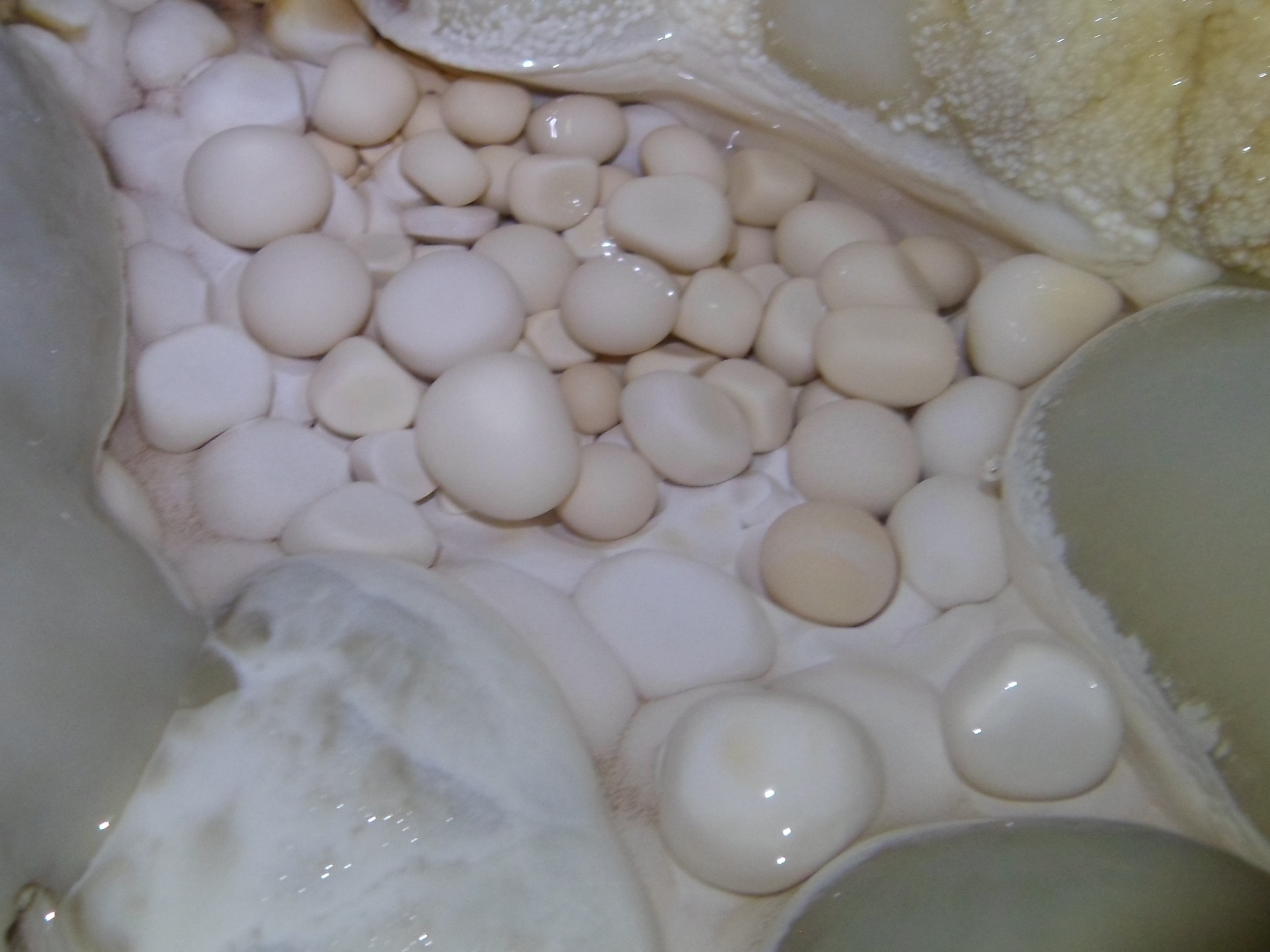
Perles des cavernes cubiques ou Chamalows, Chartreuse, Isère CR2017

## Caractéristiques

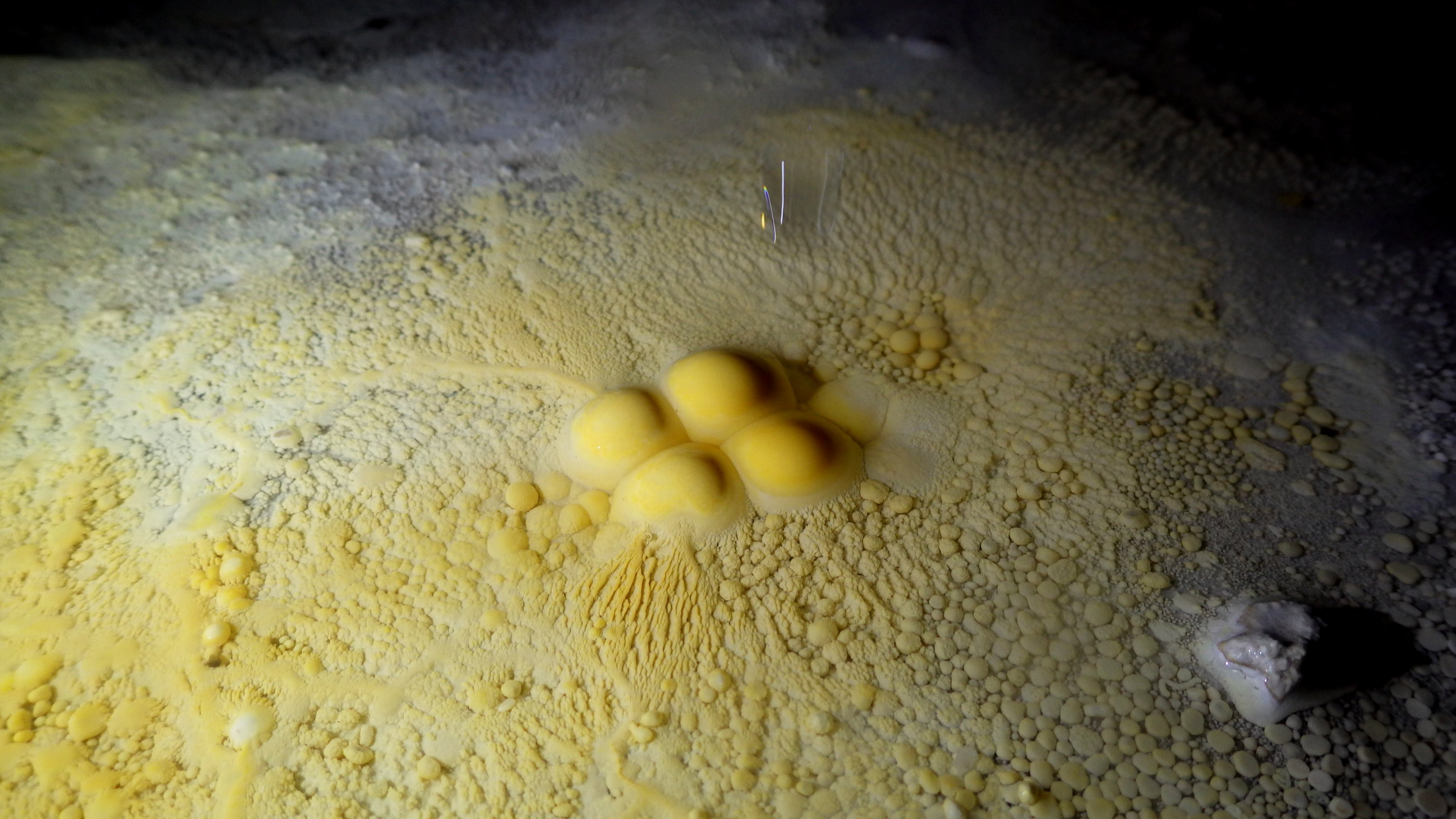
Perles de caverne en formation (Hérault).

Les perles se forment dans des grottes ou des salles de quelques mètres de haut, des anciennes mines ou carrières calcaires dites pisolithiques, leurs couleurs varient selon les argiles, on trouvera par exemple des perles orangées si la roche est ferrugineuse.
La surface des perles peut être lisse ou grumeleuse.
Les tailles des perles dépendent du nucléus sur lequel la cristallisation se réalise et sont sans doute conditionnées par la quantité d'eau de la cascadelle.
Sous certaines conditions des perles finissent par se cimenter sur le sol.
Sphériques, ovales, ou parfois de forme plus irrégulières, elles sont souvent groupées en nids ou en nappes.